# Xenobrochus anomalus
Xenobrochus anomalus är en armfotingsart som beskrevs av Cooper 1981. Xenobrochus anomalus ingår i släktet Xenobrochus och familjen Dyscoliidae. Inga underarter finns listade i Catalogue of Life.